# Vidradne
Vidradne (în ucraineană Відрадне) este o așezare de tip urban din orașul regional Ialta, Republica Autonomă Crimeea, Ucraina. În afara localității principale, nu cuprinde și alte sate.

## Demografie
Componența lingvistică a așezării de tip urban Vidradne
     Rusă (84,36%)
     Ucraineană (14,43%)
     Alte limbi (0,34%)
Conform recensământului din 2001, majoritatea populației așezării de tip urban Vidradne era vorbitoare de rusă (84,36%), existând în minoritate și vorbitori de ucraineană (14,43%).